# Noren

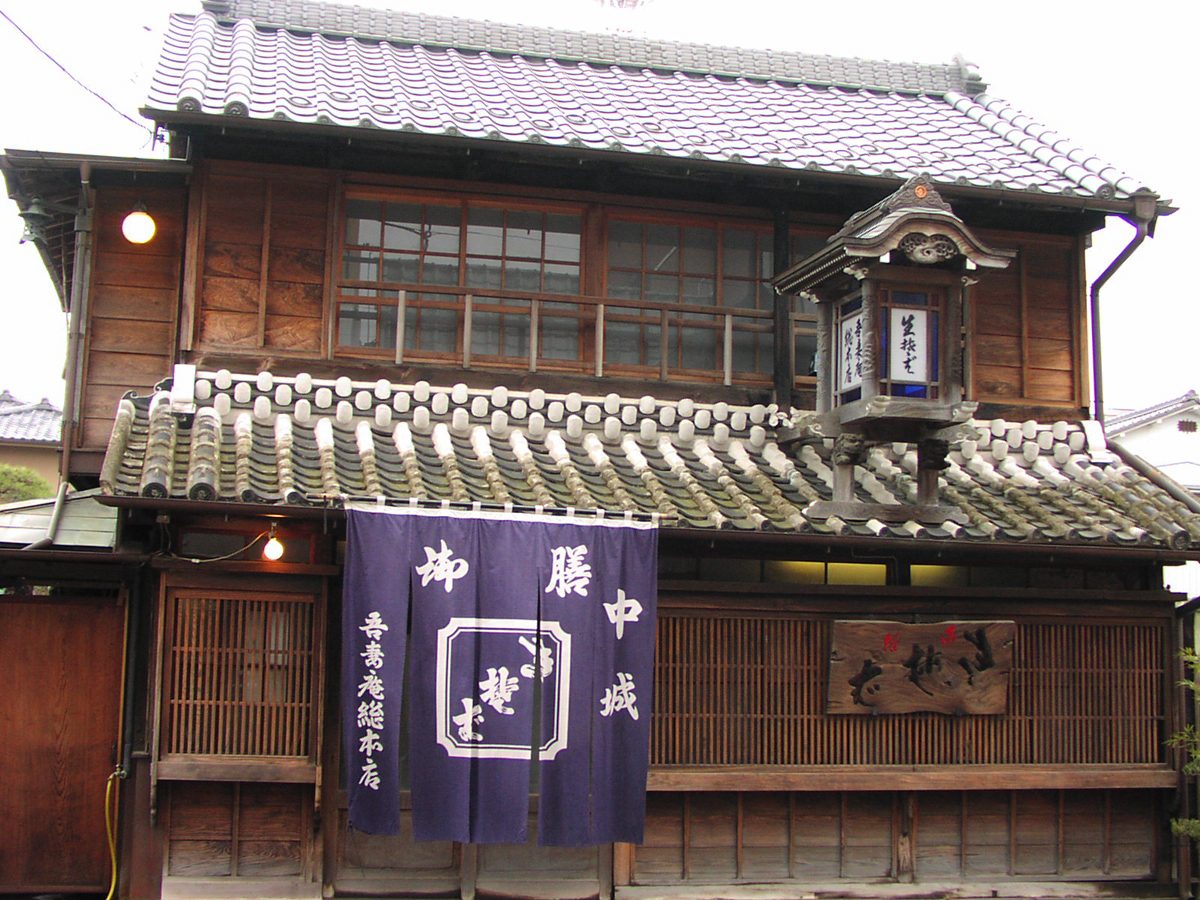
Noren vor einem Soba-Restaurant

Noren (japanisch 暖簾, auch einfach のれん geschrieben) bezeichnet einen traditionellen japanischen Vorhang, welcher in Räume, Türrahmen oder Fenster gehängt wird.

## Übersicht
Bekannt seit der Heian-Zeit dienten Noren zunächst als Schattenspender. Mit dem Aufkommen größerer Läden in der Muromachi-Zeit wurden die Noren über der Eingangstür angebracht, um dem Kunden den Ein- und Ausgang zu erleichtern. Mit der Verwestlichung in der Taishō-Zeit kamen die Noren außer Gebrauch, außer bei kleinen Läden und Restaurants.
Die Grundform ist viereckig und es gibt eine Vielzahl an Materialien, Farben, Größen und Mustern. Ein Noren besteht in aller Regel aus mehreren Bahnen, die nur im obersten Viertel bis Fünftel an den Längskanten zusammengenäht sind, so dass man leicht hindurchgehen kann.
Traditionell werden Noren von Restaurants und Geschäften verwendet, zum einen als Schutz vor Sonneneinstrahlung, Wind und Staub, zum anderen als Werbefläche und als Sichtschutz. Heute werden sie hauptsächlich noch verwendet, um anzuzeigen, dass das Geschäft geöffnet ist. Bei Geschäftsschluss wird der Noren für gewöhnlich abgehängt.

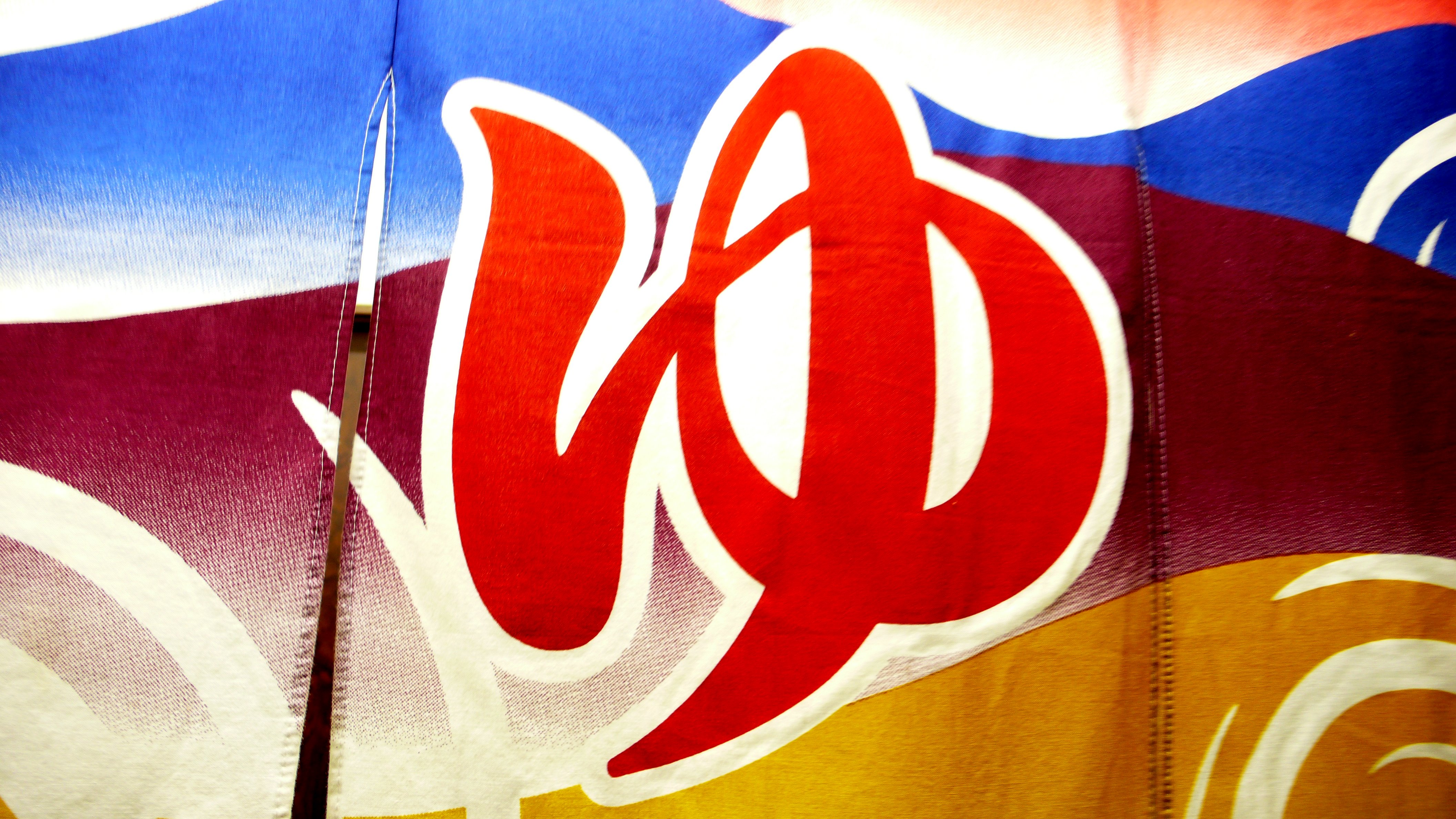
Noren vor einem Sentō

Darüber hinaus werden die Noren auch von Sentō zur Markierung der Eingänge verwendet. Typischerweise wird ein blauer Noren zur Kennzeichnung des Eingangs für Männer beziehungsweise ein roter Noren vor dem Eingang für Frauen verwendet. Der Haupteingang wird zumeist von einem Noren gekennzeichnet, auf welchem das Kanji für heißes Wasser 湯 (jap. yu) oder das entsprechende Hiragana ゆ (yu) geschrieben steht.